# Nekrolog 1389
Nekrolog
◄◄
| ◄
| 1385
| 1386
| 1387
| 1388
| 1389 | 1390 | 1391 | 1392 | 1393 | ► | ►►
Weitere Ereignisse | Allgemeiner Nekrolog 1389
Die Beschreibung der verstorbenen Person sollte so kurz wie möglich gehalten sein und nur deren signifikante Tätigkeit(en) enthalten.
Neue Namen ggf. auch unter dem Geburts- und Sterbedatum, also etwa unter 1. Januar und im Geburts- und Sterbejahr (2024) eintragen (nur bei entsprechender großer Wichtigkeit). Für Beispiele siehe die schon vorhandenen Artikel.
Außerdem über die fünf zuletzt Verstorbenen, zu denen es einen ausreichend guten Artikel für eine Präsentation auf der Hauptseite gibt, nach der todesbedingten Überarbeitung der Artikel ggf. auch unter Wikipedia Diskussion:Hauptseite informieren und sie am besten auch in den anderen Wikipedia-Sprachversionen eintragen. Tipp: Regelmäßig bei news.google.de nach „ist tot“, „gestorben“ oder „verstorben“ suchen.
Wenn eine Person gestorben ist, gibt es viele Seiten zu dieser Person in der Wikipedia, die davon auch betroffen sind und entsprechend aktualisiert werden müssen. Beispiele: Namenübersichtsseite, Geburtsjahr, Geburtsort-Seiten und viele mehr.
Wie finde ich die betroffenen Seiten?
Im Suchfeld auf der linken Seite gibt man den Suchbegriff so ein: „Vorname Nachname“. Dann klickt man auf Volltext und alle Seiten mit entsprechendem Suchtext werden aufgerufen. Hier sieht man dann schnell, wo auch das Todesjahr Sinn macht oder sogar ein Teil des Artikels angepasst werden muss. Auch hilft das „Werkzeug“ auf der linken Seite sehr gut, um solche Seiten aufzufinden: „Links auf diese Seite“. Somit ist die Wikipedia wieder aktuell in allen Bereichen! Hinweis: bei Eintragung der Kategorie „Gestorben JAHR“ wird der Missbrauchsfilter 49 ausgelöst, was jedoch nicht schlimm ist. Siehe: Spezial:Missbrauchsfilter/49
Dies ist eine Liste von im Jahr 1389 verstorbenen bekannten Persönlichkeiten. Die Einträge erfolgen innerhalb der einzelnen Daten alphabetisch sortiert. Tiere sind im Nekrolog für Tiere zu finden.

## Januar
| Tag        | Name                | Beruf, bekannt als         | Alter | Beleg |
| ---------- | ------------------- | -------------------------- | ----- | ----- |
| 25. Januar | Simon von Sternberg | Fürstbischof von Paderborn |       |       |

## Februar
| Tag         | Name                          | Beruf, bekannt als                                 | Alter | Beleg |
| ----------- | ----------------------------- | -------------------------------------------------- | ----- | ----- |
| 19. Februar | Margarete von Ravensberg-Berg | Erbprinzessin der Grafschaften Berg und Ravensberg |       |       |

## März
| Tag      | Name                                 | Beruf, bekannt als                  | Alter | Beleg |
| -------- | ------------------------------------ | ----------------------------------- | ----- | ----- |
| 8. März  | Arnold van Hoorn                     | Bischof von Lüttich und Utrecht     |       |       |
| 30. März | Elisabeth von Henneberg-Schleusingen | durch Heirat Gräfin von Württemberg |       |       |

## April
| Tag       | Name       | Beruf, bekannt als                  | Alter | Beleg |
| --------- | ---------- | ----------------------------------- | ----- | ----- |
| 15. April | Wilhelm I. | Herzog von Bayern-Straubing-Holland | 58    |       |

## Mai
| Tag     | Name           | Beruf, bekannt als                                          | Alter | Beleg |
| ------- | -------------- | ----------------------------------------------------------- | ----- | ----- |
| 4. Mai  | Thomas Brinton | englischer Geistlicher und Politiker, Bischof von Rochester |       |       |
| 19. Mai | Dmitri Donskoi | Großfürst von Moskau (1359–1389)                            | 38    |       |

## Juni
| Tag      | Name                           | Beruf, bekannt als                             | Alter | Beleg |
| -------- | ------------------------------ | ---------------------------------------------- | ----- | ----- |
| 3. Juni  | Pierre d’Orgemont              | Kanzler von Frankreich (1373–1380)             |       |       |
| 10. Juni | Bonaventura Badoardo de Peraga | italienischer Kardinal der katholischen Kirche | 56    |       |
| 15. Juni | Lazar Hrebeljanović            | Fürst Serbiens                                 |       |       |
| 15. Juni | Miloš Obilić                   | Mörder des Sultan Murad I.                     |       |       |
| 22. Juni | Giovanni de Dondi              | italienischer Gelehrter, Astronom und Erfinder |       |       |
| 28. Juni | Banović Strahinja              | serbischer Volksheld                           |       |       |

## Juli
| Tag      | Name     | Beruf, bekannt als            | Alter | Beleg |
| -------- | -------- | ----------------------------- | ----- | ----- |
| 18. Juli | Otto II. | Graf von Rietberg (1365–1389) |       |       |

## August
| Tag        | Name                     | Beruf, bekannt als                                    | Alter | Beleg |
| ---------- | ------------------------ | ----------------------------------------------------- | ----- | ----- |
| 10. August | Pierre Amiel de Sarcenas | Kardinal und Erzbischof von Neapel, Embrun und Vienne |       |       |

## September
| Tag          | Name                    | Beruf, bekannt als                                    | Alter | Beleg |
| ------------ | ----------------------- | ----------------------------------------------------- | ----- | ----- |
| 1. September | Johann I. von Rosenberg | böhmischer Adliger aus dem Geschlecht der Rosenberger |       |       |

## Oktober
| Tag         | Name      | Beruf, bekannt als | Alter | Beleg |
| ----------- | --------- | ------------------ | ----- | ----- |
| 15. Oktober | Urban VI. | Papst (1378–1389)  |       |       |

## November
| Tag         | Name                    | Beruf, bekannt als                                               | Alter | Beleg |
| ----------- | ----------------------- | ---------------------------------------------------------------- | ----- | ----- |
| 6. November | Irmengard von Oettingen | Pfalzgräfin bei Rhein, Ehefrau von Pfalzgraf Adolf dem Redlichen |       |       |

## Dezember
| Tag          | Name                               | Beruf, bekannt als                                   | Alter | Beleg |
| ------------ | ---------------------------------- | ---------------------------------------------------- | ----- | ----- |
| 31. Dezember | Chang Wang                         | 33. König des Goryeo-Reiches und der Goryeo-Dynastie |       |       |
| 31. Dezember | John Hastings, 3. Earl of Pembroke | englischer Adliger                                   | 17    |       |
| 31. Dezember | U Wang                             | 32. König des Goryeo-Reiches und der Goryeo-Dynastie | 24    |       |

## Datum unbekannt
| Tag | Name                                   | Beruf, bekannt als                         | Alter | Beleg |
| --- | -------------------------------------- | ------------------------------------------ | ----- | ----- |
|     | Baha-ud-Din Naqschband                 | Gründer des Naqschbandi Tarikats           |       |       |
|     | Johann IV. Junge                       | Bischof von Schwerin                       |       |       |
|     | Luca di Tommè                          | italienischer Maler                        |       |       |
|     | Murad I.                               | Sultan des Osmanischen Reiches (1359–1389) |       |       |
|     | Gjin I. Muzaka                         | albanischer Teilfürst und Sebastokrator    |       |       |
|     | Michael de la Pole, 1. Earl of Suffolk | englischer Adeliger                        |       |       |
|     | Hayam Wuruk                            | König des Majapahit-Reiches                |       |       |